# Грейсток, Ральф, 1-й барон Грейсток
Ральф Гре́йсток, 1-й баро́н Гре́йсток (англ. Ralph de Greystoke, 1st Baron Greystoke; 15 августа 1299 — 14 июля 1323) — пэр Англии и крупный землевладелец. Участвовал в битве при Боробридже на стороне короля Эдуарда II.

## Биография
Ральф Грейсток был сыном Роберта Фицральфа, — второго сына Ральфа Фицуильяма, и Элизабет Невилл из Стейнтона. Старший брат Роберта Фицральфа, Уильям, умер раньше отца, и Роберт стал наследником обширных владений в Камберленде, Уэстморленде, Нортамберленде, Дареме и Йоркшире, которые получил со смертью отца между ноябрём 1316 и февралём 1317 годов.
О жизни самого Ральфа известно мало. 15 мая 1321 года Ральф был призван в парламент, взяв родовое имя своей прабабки (матери Ральфа Фицуильяма) Джоан, — дочери Томаса Грейстока, и стал 1-м бароном Грейстоком во второй креации. Ральф заседал в парламенте до 17 сентября 1322 года. В марте 1322 года Ральф участвовал в битве при Боробридже, где сражался на стороне короля Эдуарда II против Томаса Плантагенета, 2-го графа Ланкастера. Он также был главным при аресте за измену сэра Гилберта Миддлтона в Митфордском замке, Нортамберленд.

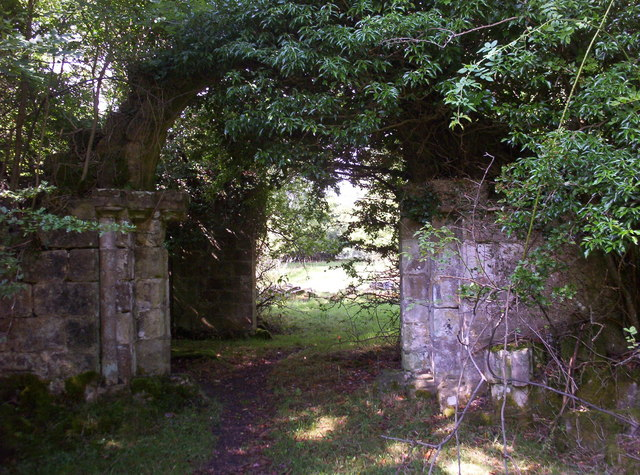
Руины Ньюминстерского аббатства, в котором был похоронен Ральф

Примерно в 1320 году Ральф получил папскую диспенсацию от Иоанна XXII на брак с Элис Одли (1300—1358), — дочерью Хью, 1-го барона Одли, с которой Ральф состоял в третьей и четвёртой степенях родства. 6 января 1321 года в семейном владении Грейстоков Гримсторп родился единственный ребёнок и наследник Ральфа — сын Уильям.
Ральф Грейсток умер 14 июля 1323 года в Гейтсхеде в возрасте 23 лет. Причиной смерти Ральфа некоторые историки называют отравление ядом во время завтрака, а заказчиком смерти Грейстока — Гилберта Миддлтона, мстившего за свой арест в 1322 году. Тело Ральфа было захоронено в Ньюминстерском аббатстве в Нортамберленде. Титул и владения Ральфа унаследовал его сын Уильям, однако на тот момент ему было чуть больше двух лет, и мальчик был передан под опеку Ральфа Невилла, 2-го барона Невилл из Рэби, который в 1327 году женился на вдове Ральфа и матери Уильяма.

## Потомство
Единственный сын Ральфа и Элис Одли, — Уильям Грейсток, был дважды женат и во втором браке имел четверых детей, в том числе и Ральфа Грейстока, 3-го барона Грейстока. Уильям умер в 1359 году в возрасте 38 лет.

## Герб

Ральф владел семейным гербом Грейстоков: в щите из восьми серебряных и лазоревых поясов три червлёных венка с тремя червлёными розами.